# عالیجناب ببری، طوفان عظیم جنگل
عالیجناب ببری، طوفان عظیم جنگل یک مجموعهٔ نمایشی تلویزیونی محصول سال ۱۳۶۳–۱۳۶۲ به کارگردانی هنری اسماعیل پوررضا  است که در ۱۲ فروردین ۱۳۶۲ از شبکه دو پخش شد.

## خلاصه داستان
در این نمایش، «خاله خرگوش»، «آقا میمون»، «عمو خرسه»، «آقا گوزن» و «سنجاب خانم» با «روباه حیله‌گر» و «کلاغ خبرچین» درگیر می‌شوند و ماجراهایی رخ می‌دهد. مضمون و پیام اصلی این نمایش تلویزیونی، نهراسیدن از ناشناخته‌هاست.

## بازیگران
- آتیلا پسیانی
- آتش تقی‌پور
- فرشته صدرعرفایی
- حسین ایری
- مانی ایری
- لیلا حیدری
- بهزاد حاتمی
- عزیز حاتمی
- اعلا فاضل
- اصغر ضرابی
- محمود بهروزیان